# Vlastimil Zak Mnacek
Vlastimil Zak Mnacek (Río Guajalito, occidente de Pichincha, 22 de octubre de 1959 — Río Guajalito, 4 de abril del 2020) fue un prolífico botánico ecuatoriano y uno de los investigadores más relevantes de botánica sistemática y fitogeografía del Ecuador. Profesor universitario, investigador, creador del Herbario de botánica económica del Ecuador y fundador de la Reserva biológica de bosque nublado Río Guajalito. Sus investigaciones científicas, el desarrollo de la colección para el herbario y la docencia lo llevaron a recorrer todo el territorio ecuatoriano estudiando plantas, insectos y aves, desde la altura de los Andes, pasando por los bosques nublados al oriente y occidente hasta los bosques secos de la costa y las Islas Galápagos.

## Formación
Siendo muy joven demostró profundo interés por la naturaleza y constante curiosidad por insectos aves y plantas. Estudió Ciencias Biológicas en la Universidad Católica del Ecuador (PUCE) y obtuvo su Maestría en Ciencias (M.Sc.) en la Universidad San Francisco de Quito (USFQ). Además de sus conocimientos científicos tenía sólidos conocimientos en mecánica y técnicas de construcción.
Junto a su colega Xavier Silva, tuvieron la oportunidad de estar entre los primeros investigadores que entraron al área del Parque Nacional Yasuní, para realizar estudios en la zona cuando no existía ningún tipo de infraestructura y podían transportarlos solo en helicóptero.

## Obra

### Aporte científico
Además de publicaciones indexadas de sus estudios acerca de las orquídeas, es el autor de uno de los aporte más significativos hechos por un botánico a la biogeografía del país, con más de mil cien registros nuevos de plantas, cuya existencia se ignoraba y que ahora figuran en el Catálogo general de plantas vasculares del Ecuador, del Missouri Botanical Garden (MOBOT).
Fue además coautor, junto con el vulcanólogo Theofilos Toulkeridis de obras como Cuicocha, laguna de los dioses. Una guía Geo-Volcano-Biológica.

### Descubrimiento de nuevas especies
Fue profesor de la Universidad San Francisco de Quito desde 1994, donde fundó el Herbario de botánica económica del Ecuador. El desarrollo e investigación de colecciones botánicas llevó al aporte a la ciencia con el descubrimiento de noventa y siete nuevas especies de plantas, de las cuales nueve llevan su nombre, entre ellas: Pentacalia zakii, Guzmania zakii, Ardisia zakii, Adenostemma zakii, Clibadium zakii Geissanthus zakii.

### Reserva biológica de bosque nublado Río Guajalito
A principio de la década de los 80 creó una de las primeras reservas ecológicas privadas del país, con categoría de Bosque Protector. La Reserva biológica del bosque nublado Río Guajalito está ubicada en el flanco occidental de la cordillera de los Andes, tiene un área de 500 hectáreas entre los 1800 y 2400 metros de altitud.
El nombre de la reserva se tomó de las aves de la familia Trogonidae que se encuentran en abundancia en la zona: trogones y quetzales conocidas en la localidad como guajal y guajalito respectivamente.
La Reserva es megadiversa, no solo porque en los levantamientos realizados figuran más de 2800 especies de plantas, sino porque además al menos 100 de ellas son endémicas a la zona. Esta riqueza biológica inusualmente alta también se encuentra entre las especies animales que habitan ahí: aves raras, reptiles, mamíferos e insectos, así como especies emblemáticas muy sensibles a la degradación de sus hábitats, como pumas y osos de anteojos.
Guajalito ha sido base de trabajo de campo para estudiantes universitarios nacionales e internacionales, área de estudios en botánica, zoología, captación de carbono, etc. para investigadores del Museo de Ciencias Naturales de París, la UNESCO y fue allí que la National Geographic Society filmó por primera vez al murciélago Anoura fistulata.